# ورنگو، هلجلا پاریش
ورنگو، هلجلا پاریش (به لاتین: Varangu, Haljala Parish) یک روستا در استونی است که در دهستان هالیالا واقع شده‌است.